# 怡和啤酒
怡和啤酒（EWO Brewery Ltd.）是由怡和洋行于1935年在中国上海創辦的一家啤酒廠 。該啤酒廠旗下有商标EWO牌啤酒和健身露。啤酒于1936年開始生產。 该啤酒厂位於杨浦定海路。怡和啤酒主要生產比尔森啤酒和慕尼黑啤酒。1941年日本進攻上海租界後，該啤酒廠被日本人接管，並且由中国麦酒株式会社接手经营，啤酒廠原先的英國人總經理被關入常州集中營，啤酒廠的EWO牌商标改为樱花牌商标。 1945年日本战败，怡和啤酒股份有限公司重新恢复经营。
1952年3月，怡和啤酒董事长罗宾·戈登（Robin Gordon）被中国当局逮捕。 罗宾·戈登被指控未能支付240名工人的工资。
1954年，怡和洋行退出中国市場，並且將怡和啤酒出售。怡和啤酒於是更名為华光啤酒厂，並且生产上海海鸥（1967年後更名為上海牌）和光明等啤酒、华佗牌补酒、飛雁牌楠藥補酒。1993年，華光啤酒廠与澳大利亚富仕达合资成立上海富仕达酿酒有限公司，公司又开发了上海牌上海龙啤酒。1996年，华光啤酒厂进行公司改制，更名为上海华光药业有限公司，並且成為冠生园（集团）有限公司旗下公司。2004年，上海冠生园华佗酿酒有限公司成立，隸屬於冠生園集團。上海华光酿酒药业有限公司後來又成為金枫酒业的子公司。
2006年，三得利從澳大利亚富仕达中国有限公司手中收購了上海富仕达酿酒有限公司，同時公司更名为三得利光明啤酒（上海）有限公司。2012年6月5日，青島啤酒與三得利簽訂合作框架協議，雙方將各自在上海及江蘇省的資產和業務整合到兩家合資公司，青啤透過股權轉讓、增資等方式向「事業合資公司」注入50%股權，涉資13.36億元（人民幣，下同），三得利亦會向其增資13.52億元換取餘下50%股權。2015年，青島啤酒与三得利中国签订《股权转让及商标技术使用许可框架协议》，青岛啤酒收购销售公司和事业公司各50%的股权。2016年3月，三得利光明啤酒（上海）有限公司更名为青岛啤酒上海杨浦有限公司。